# Ambivareten
Die Ambivareten (lateinisch Ambivareti, auch Ambibaretos) waren ein keltischer Stamm in Gallien, mit Wohnsitz nördlich des Gebietes der Haeduer. Caesar (Bellum Gallicum 7, 75) nennt diesen Stamm als Klienten der Haeduer während des Gallischen Krieges (… imperant Aeduis atque eorum clientibus Segusiavis, Ambivaretis, Aulercis …), wo sie zusammen mit den genannten Stämmen 35.000 Krieger für das gallische Entsatzheer von Alesia gestellt haben sollen. An einer anderen Stelle (Bellum Gallicum 7, 90) meint Caesar mit Ambibaretos offenbar denselben Stamm und berichtet hierbei, dass er nach seinem Sieg über Vercingetorix seinen Legaten Gaius Antistius Reginus mit einer Legion zum Überwintern ins Siedlungsgebiet dieses Stamms schickte.
Die Ambivareten dürfen nicht mit den Ambivariten, einem Volk westlich der Maas, verwechselt werden. Birkhan vermutet allerdings, dass zwischen den Ambivareten und den Ambivariten eine enge Verwandtschaft bestand, da die Namensähnlichkeit auf alte Abwanderung zurückgehen könnte.
Außer an der zitierten Stelle bei Caesar wird dieser Stammesname in der antiken Literatur nicht erwähnt.